# Au sol (court métrage, 2014)

Au sol est un court métrage français d'Alexis Michalik, réalisé en 2014, essentiellement tourné à l'aéroport de Marseille.

## Fiche technique
- Titre : Au sol
- Réalisateur / Scénariste : Alexis Michalik
- Assistant à la réalisation : David Hourrègue
- Producteurs exécutifs : Élodie Baradat, Gaël Cabouat, Antoine Le Carpentier, Boris Mendza, David Atrakchi
- Musique : Étienne Gauthier
- Directeur de la photo : Christophe Legal
- Directrice de la production : Élodie Baradat
- Monteur : Gaël Cabouat
- Scripte : Laurence Nicoli
- Décoratrice : Caroline Thibouville
- Costumière : Marion Rebmann

## Distribution
- Stéphanie Caillol : Stéphanie
- Évelyne El Garby-Klaï : Évelyne Espinasse
- Anne Loiret : Nicole
- Cyril Guei : Cyril
- Marie Diallo : Marie
- Laurent Mentec : Michel
- Guillaume Bouchède : Eric
- Ludovic Marchand : Le chauffeur de taxi
- Régis Vallée : Le vigile
- Lani Sagoyou : La femme vigile
- Geoffrey Parant : L'agent de sécurité
- Elodie Serra : Hôtesse
- Yann Lerat : Le steward
- Alexis Michalik : figurant dans le bus (non crédité)

## Autour du film
Stéphanie Caillol, Évelyne El Garby-Klaï, et Régis Vallée font partie de la distribution du Porteur d'histoire, une pièce également écrite et mise en scène par Alexis Michalik.

## Distinctions

### Récompenses
- 2014 : Festival du film français d'Helvétie (Bienne) - Section découverte : Evelyne El Garby-Klaï
- 2014 : Festival international du court-métrage de Téhéran - Prix du meilleur film de fiction

### Nominations
- 2014 :
  - Festival du film français de Sacramento - Sélection officielle
  - Festival des films du monde de Montréal - Regards sur les cinémas du monde
  - Festival du film d'Odense - Compétition internationale
  - Festival international du court-métrage de Drama (Grèce) - Compétition internationale
  - Festival international du film de Leeds - Compétition internationale Louis Le Prince
  - Festival international du court-métrage de Berlin (Interfilm) - Compétition internationale
  - Festival international du cinéma francophone en Acadie de Moncton (FICFA) - Compétition internationale
- 2015 : Festival du court-métrage de Sydney (Flickerfest) - Compétition internationale